# Nobuyuki Kajitani
Nobuyuki Kajitani född den 3 maj 1955 i Saito, Japan, är en japansk gymnast.
Han tog OS-silver i barr och OS-brons i lagmångkampen i samband med de olympiska gymnastiktävlingarna 1984 i Los Angeles.